# Русу Лівіу
Лівіу Русу (рум. Liviu Rusu; 27 червня 1908, Великий Кучурів — 13 жовтня 1991, Бухарест) — румунський композитор, музикознавець, педагог, редактор. Представник буковинської музичної школи. Автор численних музичних та музикознавчих праць, перекладів і видань.

## Біографія
Народився в селі Великий Кучурів (тоді — Австро-Угорщина, нині — Україна). Виявив талант до музики ще з дитинства. Після закінчення початкової школи вступив до Чернівецької консерваторії, яка щойно відкрилася.
У 1928–1932 роках навчався в Бухарестській консерваторії, після чого ще рік студіював на літературно-філософському факультеті Бухарестського університету.
У 1933–1940 роках викладав гармонію і контрапункт у Чернівецькій консерваторії.
Після війни — професор консерваторії Тімішоари до 1957 року. Серед його учнів — Йонел Дору Попович, який брав у нього приватні уроки з 1944 до 1950 року.
З 1958 року обіймав посаду головного редактора музичного видавництва в Бухаресті.

## Творча діяльність
Писав хори та пісні на слова М. Емінеску, Шт. Посіфа, А. Маргул-Шпербера, М. Стреїнула.
Інструментальні твори:
- Маленька соната для скрипки і фортепіано (1955)
- Соната для кларнета і фортепіано (1956)

Видав:
- Збірник хорів буковинських композиторів (1938)
- Пʼять творів на вірші Іона Піллата (1955)
- Корбя К. Константінеску
- Чотири змішані хори Михаїла Жори
- Урочиста літургія С. Дрегоя
- Вибрані твори Є. Мандичевського

## Наукова спадщина
- Книги про румунську музику (1934)
- Muzica în Bucovina (1939)
- Іоан Д. Кіреску на службі хорової музики (1959)
- Критичні студії з музикології (1964)
- Переоцінка нашої музичної спадщини (1970)
- Сторінки бетховенівської гармонії (1972)

## Переклади
- Основи оркестровки М. Римського-Корсакова (1959, два томи)
- Підручник з поліфонії С. Григорʼєва і Т. Мюллера (1963)

## Памʼять
Помер 13 жовтня 1991 року в Бухаресті, де й похований.